# Pioneer Cabin Tree

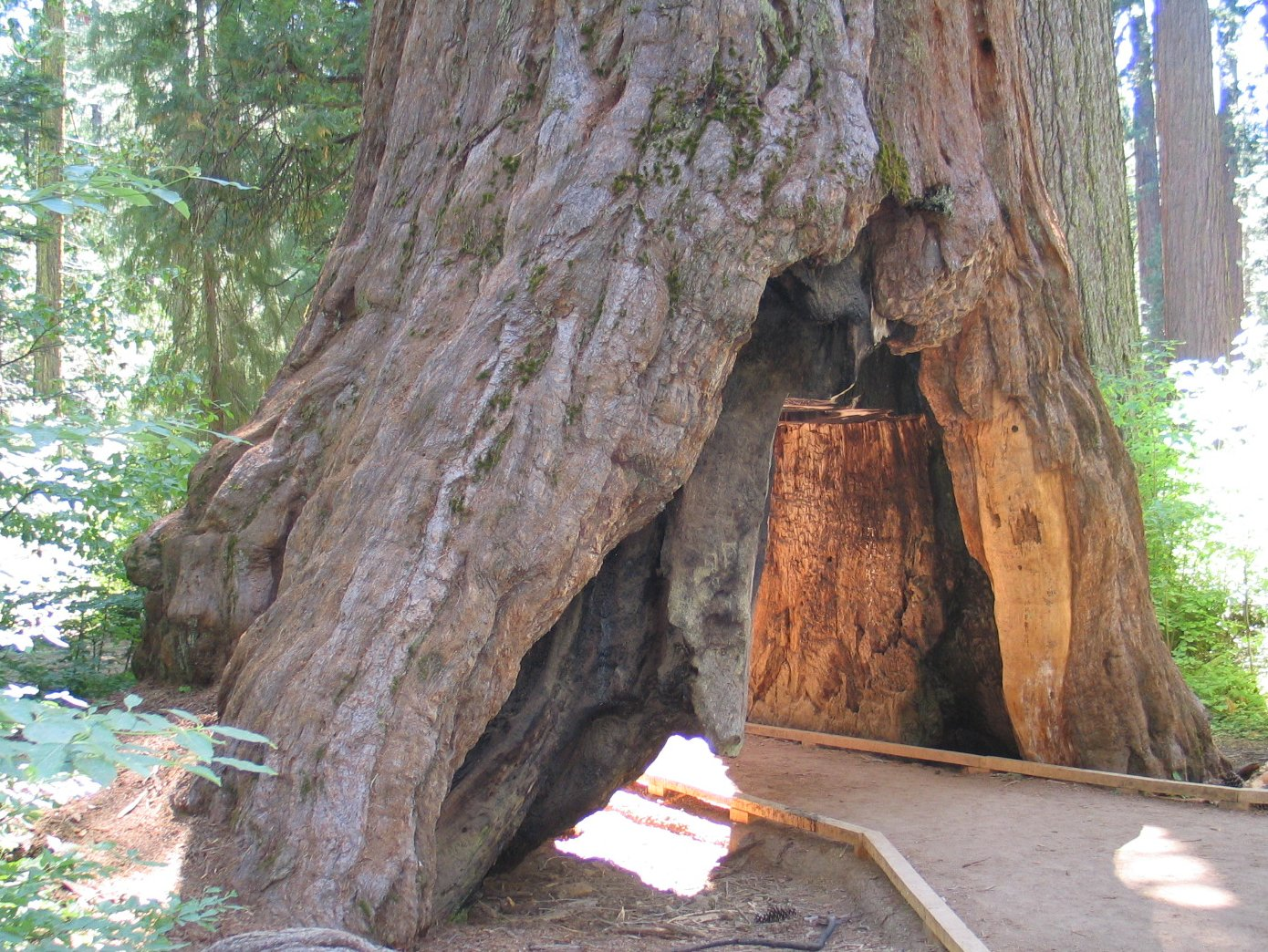
Tunnel durch den Pioneer Cabin Tree, aufgenommen 2006

Der Pioneer Cabin Tree (deutsch Pionierhüttenbaum), auch bekannt als The Tunnel Tree (der Tunnelbaum), war ein Riesenmammutbaum im Calaveras Big Trees State Park in Kalifornien. Er galt als einer der bekanntesten Bäume in den Vereinigten Staaten, der jährlich Tausende von Besuchern anzog. Sein Alter wurde auf über tausend Jahre geschätzt. Sein Durchmesser am Fuß betrug etwa 10 Meter, seine genaue Höhe war unbekannt. Am 8. Januar 2017 stürzte er während eines Unwetters um.

## Geschichte

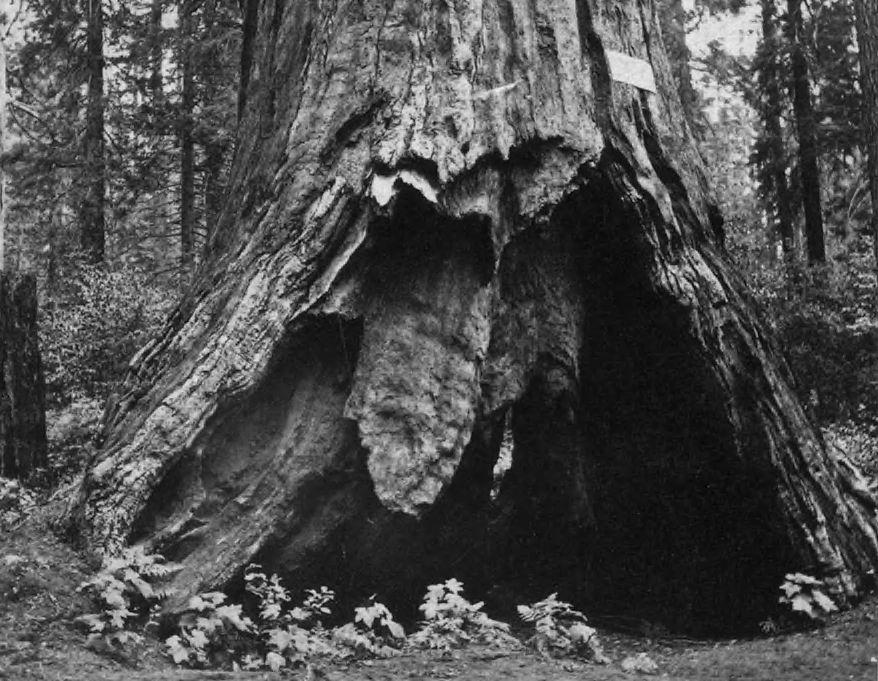
Ca. 1860–1880, bevor der Tunnel geschlagen wurde

Der Pioneer Cabin Tree bekam seinen Namen wegen seines teilweise durch Blitzschlag und Waldbrände ausgehöhlten Stammes, der als Unterschlupf dienen konnte. Im Inneren gab es Kammern, nach oben einen Rauchabzug und hinten einen kleineren Ausgang.
1857 wurde festgehalten, dass der obere Teil des Baumes in etwa 50 Metern Höhe abgebrochen und der Kern des verbliebenen Stammes hohl war. 1900 schrieb der US Forest Service, der Baum sei 85 Meter hoch.

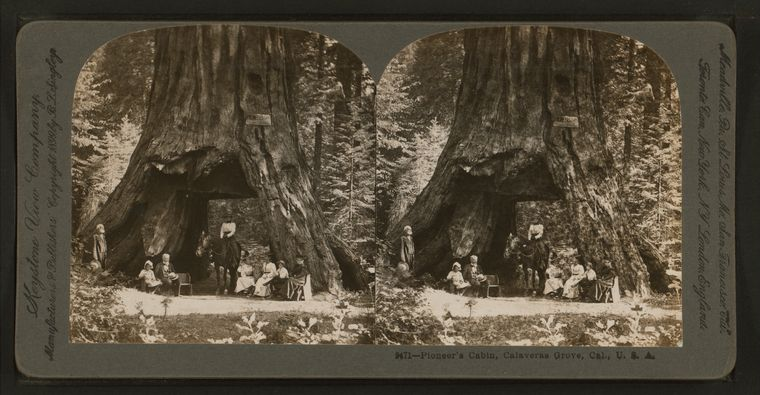
Stereoskopie des Pioneer Cabin Tree mit Menschen und einem Pferd am Tunneleingang (ca. 1867–1899)

In den 1880er Jahren ließ der Hotelier James Sperry nach dem Vorbild des Wawona Tree im Yosemite-Park einen Tunnel durch den Baum schlagen, um Touristen anzulocken.
Ab den 1880er Jahren bis zu den 1930ern wurden Besucher ermutigt, ihre Namen in den Baum zu ritzen. Anfangs war lediglich Fußgängern das Benutzen des Tunnels erlaubt, später durften lange Zeit Autos auf dem „Big Trees Trail“ (Weg der großen Bäume) hindurch fahren. Der Pioneer Cabin Tree war einer von mehreren Tunnelbäumen in Kalifornien, die mit Autos durchfahren werden konnten. Zuletzt waren nur noch Fußgänger erlaubt; der Tunnel war Teil des „North Grove Loop“-Wanderweges.
Am 8. Januar 2017 gegen 14 Uhr Ortszeit stürzte der Pioneer Cabin Tree während eines der heftigsten Unwetter der letzten 10 Jahre um. Es wurde berichtet, dass der Baum schon seit einigen Jahren schief stand und dass nur noch ein Ast am Leben war. Die im Vergleich zur Größe eines Mammutbaums nicht sehr tief reichenden Wurzeln konnten den Baum im aufgeweichten Boden nicht mehr halten. Er zerbrach beim Aufprall in Stücke.